# Szilva (növényalnemzetség)

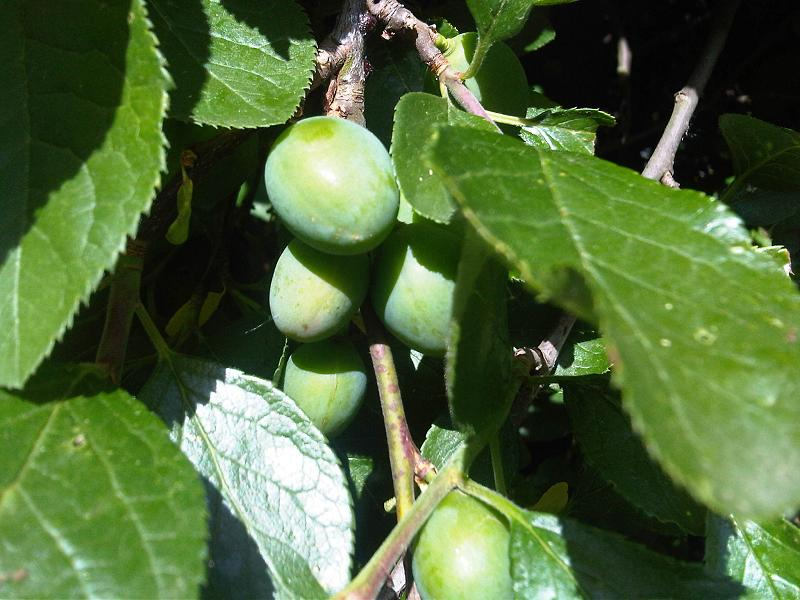
Éretlen szilvák (Prunus domestica)

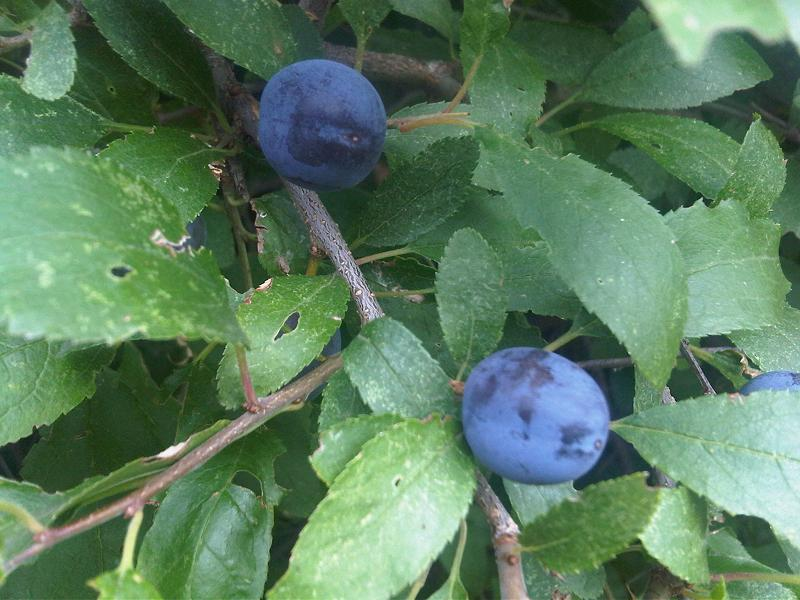
Érett szilvák (Prunus domestica)

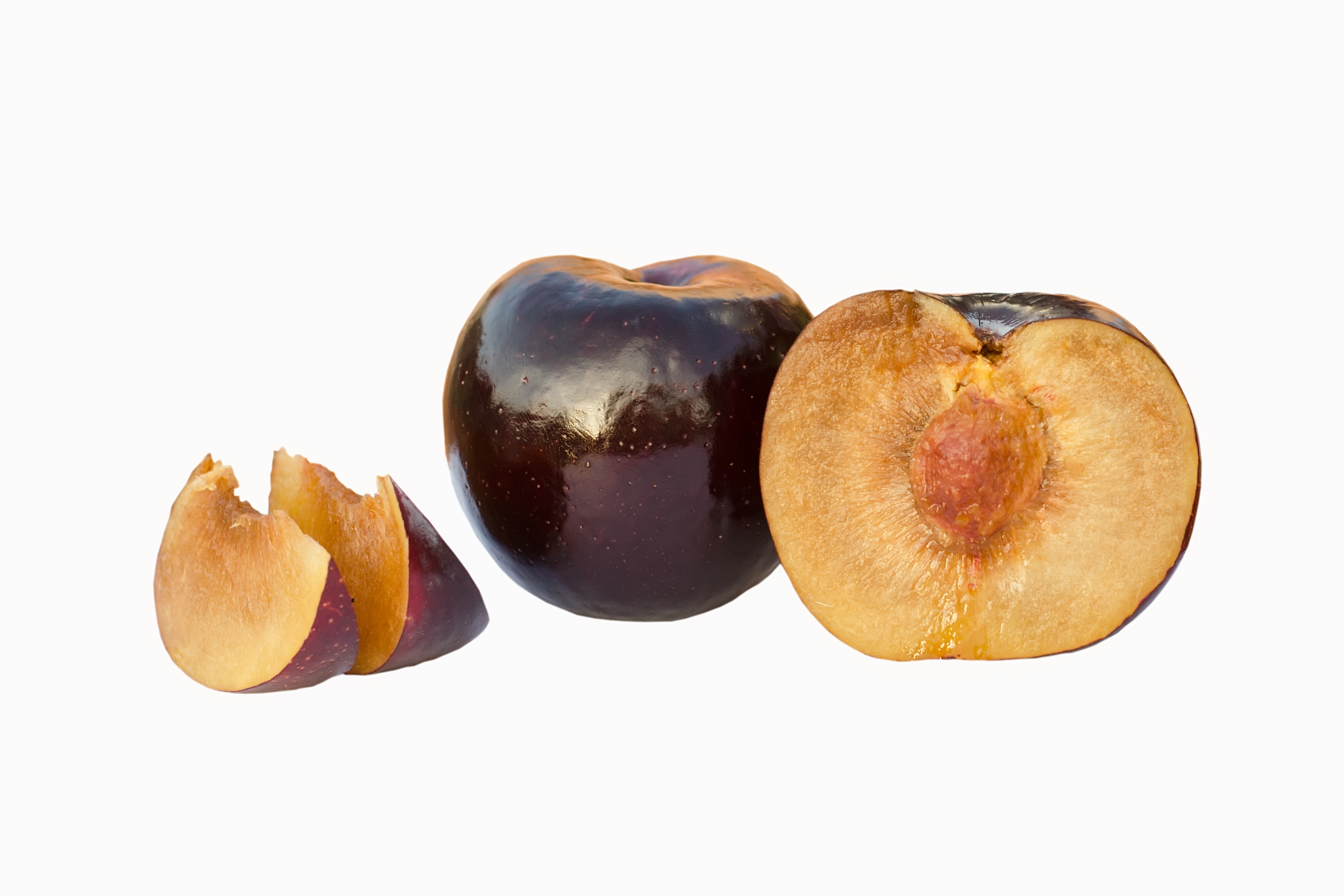
A japán szilva (Prunus salicina) érett termései

A szilva vagy szilvafa a rózsafélék (Rosaceae) családjába, a vitatott rendszertani besorolású, főleg fákat és cserjéket magába foglaló Prunus nemzetség Prunus alnemzetségébe tartozó fajok összefoglaló neve. Ide tartoznak még a kajszik is. Főleg az északi féltekén elterjedtek. A kereskedelemben közönségesen szilva néven kapható gyümölcs a Prunus domestica, a leggyakrabban ezt értjük a szilva szón.

## Jellemzés
A Prunus nemzetség többi alnemzetségétől (Prunus subg. Amygdalustól, cseresznyétől, zelnicemeggytől) megkülönböztető tulajdonságai: a hajtások végén csúcsrügy található, az oldalrügyek magányosan állnak, a virágok 1-5-ösével csoportban állnak rövid kocsányon, a termés csonthéja érdes, egyik oldalán barázda fut le.
Virágaik színe általában a fehértől a rózsaszínig váltakozhat, 5 szirom- és 5 csészelevelük van. Egyszerű vagy ernyős virágzatúak, 2-6 vagy több fürttel. Magvaikat vastag, csontkemény burok veszi körül. Leveleik egyszerűek vagy lándzsásak, gyakran fogazott szélűek.

## Fajok
Az alnemzetség három fajcsoportra (sectio) osztható:
- Sectio Prunus (óvilági szilvák). A levelek a rügyben befelé hajlanak; a virágok 1-3-asával állnak; a termés sima, gyakran viaszos héjú.
  - P. cerasifera Ehrh. (cseresznyeszilva, mirabolánszilva, potyóka)
  - P. cocomilia Ten.
  - P. consociiflora C.K.Schneid.
  - P. domestica L. („európai szilva”, a legtöbb szilva néven árult gyümölcs ide tartozik)
  - P. insititia vagy gyakrabban Prunus domestica subsp. insititia (L.) C.K.Schneid. (mirabella)
  - P. salicina Lindl. (japán szilva)
  - P. simonii Carriere
  - P. spinosa L. (kökény)
- Sectio Prunocerasus (újvilági szilvák). A levelek a rügyben befelé hajlanak; a virágok 3-5-ösével állnak; a termés sima, gyakran viaszos héjú.
  - P. alleghaniensis Porter
  - P. americana Marshall
  - P. angustifolia Marshall (csikaszó szilva?)
  - P. hortulana L.H.Bailey
  - P. maritima Marshall
  - P. mexicana S.Watson
  - P. nigra Aiton
  - P. orthosepala Koehne
  - P. subcordata Benth.
- Sectio Armeniaca (kajszik). A levelek a rügyben befelé hajlanak, a virágok kocsánya igen rövid, a termés bársonyos héjú. Egyes botanikusok külön alnemzetségként írják le. 
  - P. armeniaca L. (kajszi- vagy sárgabarack)
  - P. brigantina Vill.
  - P. mume Siebold & Zucc. (japán vagy kínai kajszi, japán zöldbarack)
  - P. sibirica L. (szibériai kajszi)

A termesztett szilvafajták legalább 15 szilvafajból származnak. A fenti lista csak vázlatos, folyik új fajták nemesítése, hibridek létrehozása (pl. Prunus domestica × Prunus cerasifera). Egyes átmeneti fajokat a szilvánál, a cseresznyénél és a meggynél is meg lehetne említeni.